# Großer Schneckenegel
Der Große Schneckenegel (Glossiphonia complanata) ist eine Art aus der Familie der Plattegel (Glossiphoniidae), die vorwiegend bei Wasserschnecken, aber auch Ringelwürmern, Insektenlarven, Flohkrebsen und Wasserasseln Blut saugt.

## Merkmale
Der knorpelig-feste und stark abgeflachte Körper des Großen Schneckenegels wird bis zu drei Zentimeter lang und maximal einen Zentimeter breit. Er besitzt drei Augenpaare, die hintereinander liegen und manchmal teilweise miteinander verschmolzen sein können. Der Rücken ist variabel bräunlich oder grünlich gefärbt und weist sechs Längsleisten mit gelben Warzen auf jedem dritten Ringel auf. Der vordere Saugnapf ist im Vergleich zum hinteren sehr klein. Bei Gefahr oder Beunruhigung rollt sich das Tier kugelförmig zusammen.

## Vorkommen
Der Lebensraum des Großen Schneckenegels sind stehende und fließende Gewässer aller Art. Er ist meist unter Steinen oder an Wasserpflanzen zu finden. Das Verbreitungsgebiet der überall häufigen Art umfasst Europa, Asien und Nordamerika. Der Saprobienindex für diese Art beträgt 2,2.

## Lebensweise
Der Große Schneckenegel saugt hauptsächlich an Schnecken und Würmern, darunter die Wasserschnecken Potamopyrgus antipodarum und Radix peregra sowie Wenigborster der Gattung Tubifex. Seltener dienen auch weichhäutige Larven von Insekten, beispielsweise Mücken (darunter Zuckmücken der Gattung Chironomus), sowie Wasserasseln (Asellus aquaticus) zur Ernährung. Der Saugrüssel wird in den Weichkörper der Beute gebohrt. Während im Winter Insektenlarven und Krebstiere einen höheren Anteil der Nahrung bilden, machen im Sommer Schnecken und Wenigborster den Großteil der Beutetiere aus. Im Vergleich zu Helobdella stagnalis frisst Glossiphonia complanata mehr Schnecken und Wasserasseln, aber weniger Zuckmückenlarven. Je nach Größe der Beute und Anzahl der saugenden Egel wird das Opfer nur angesaugt oder vollständig ausgesaugt, so dass der Große Schneckenegel sowohl als Parasit als auch als Prädator eingeordnet werden kann.
Schneckenegel schwimmen nicht, sondern bewegen sich mit ihren beiden Saugnäpfen auf dem Untergrund vorwärts.

## Entwicklungszyklus
Der Große Schneckenegel ist wie alle Egel ein Zwitter, bei dem sich zwei Individuen gegenseitig begatten. Die Paarung findet typischerweise Anfang März statt, wobei Pseudospermatophoren an den jeweiligen Sexualpartner angeheftet werden. Etwa eine Woche später bildet jeder Partner 3 bis 4 Kokons, in die jeweils 2 bis 30 große, dotterreiche Eier mit einer durchsichtigen Hülle gelegt werden. Das Clitellum schwillt unmittelbar vor der Eiablage durch die Eier an, während die Clitellardrüsen im Bereich der weiblichen Geschlechtsöffnung die Kokonhülle bilden.
Die Art betreibt Brutpflege, indem das Muttertier den auf einer Unterlage befestigten Eikokon mit seinem Körper abschirmt und diesem Frischwasser zufächelt. Ungeschützte Eier beziehungsweise Kokons werden von Wasserschnecken gefressen. Das Muttertier schleudert angreifende Schnecken davon, denen es nur selten gelingt, einer Mutter die Eier wegzufressen.
Wenige Tage nach der Eiablage schlüpfen etwa 1 mm lange Larven, die nach etwa einer Woche die Gestalt junger Egel annehmen. Die etwa 30 bis 40 Jungtiere heften sich gleich nach dem Schlupf an den Bauch der sich nun erst mit ihren Saugnäpfen wieder vom Brutplatz lösenden Mutter. Weitere 2 bis 3 Wochen später verlassen die nunmehr etwa 2 mm langen jungen Egel ihre Mutter. Soweit beobachtet, ist ihre erste Beute stets ein ausgewachsener Egel, beispielsweise Erpobdella octoculata, den sie als Gruppe vollständig aussaugen. Später überwiegen dagegen Schnecken als Nahrungsquelle. Das Muttertier beginnt erst nach Abschluss der Brutpflege, die von der Eiablage an etwa 5 bis 6 Wochen dauert, wieder zu fressen.
Beim verwandten und oft vergesellschaftet vorkommenden Kleinen Schneckenegel (Alboglossiphonia heteroclita) wird dagegen bereits der Eikokon am Bauch des Muttertieres angeklebt und mitgeführt, so dass dieses auch in dieser Zeit und später gemeinsam mit den Jungtieren frisst. Diese Art ist deutlich kleiner und hellgelb- oder hellgrau-durchscheinend.

## Belege
- Ulrich Kutschera: Vergleichendes Brutpflegeverhalten bei Egeln. In: Ulrich Kutschera: Evolutionsbiologie. UTB, Verlag Eugen Ulmer, Stuttgart 2008, S. 194–196.
- Heiko Bellmann, Klaus Hausmann, Klaus Janke, Bruno P. Kremer & Heinz Schneider: Einzeller und Wirbellose. Steinbachs Naturführer, Mosaik-Verlag, München 1991, ISBN 3-576-06495-8; S. 238
- Wolfgang Engelhardt: Was lebt in Tümpel, Bach und Weiher? Kosmos-Franckh, Stuttgart 1986 (12. Aufl.), ISBN 3-440-05444-6; S. 124
- Herbert W. Ludwig: Tiere und Pflanzen unserer Gewässer. BLV Verlagsgesellschaft, München 2003, ISBN 3-405-16487-7; S. 142